# Rue des Urbanistes (Lille)
La rue des Urbanistes est une rue de Lille.

## Situation et accès
Située dans le quartier du Vieux-Lille, elle relie la place aux Bleuets au carrefour Pasteur.

## Origine du nom
Elle tire son nom du couvent des Urbanistes, établi à Lille vers 1628.

## Historique
La rue est ouverte sur le territoire de l'agrandissement de la ville en 1617. Elle se terminait en impasse sur l'enceinte créée à cette époque. Elle est prolongée jusqu'au carrefour Pasteur à la suite de la démolition dans les années 1950 de cette partie de la fortification déclassée en 1919.
Pendant la révolution française, la rue prend temporairement le nom de rue des Jacobins.

## Bâtiments remarquables et lieux de mémoire
Entrée du musée des canonniers.